# Chloropoea dolomena
Chloropoea dolomena är en fjärilsart som beskrevs av William Chapman Hewitson 1865. Chloropoea dolomena ingår i släktet Chloropoea och familjen praktfjärilar. Inga underarter finns listade i Catalogue of Life.